# Centrophorus robustus
Centrophorus robustus är en hajart som beskrevs av Deng, Xiong och Zhan 1985. Centrophorus robustus ingår i släktet Centrophorus och familjen Centrophoridae. Inga underarter finns listade i Catalogue of Life.